# 다예시

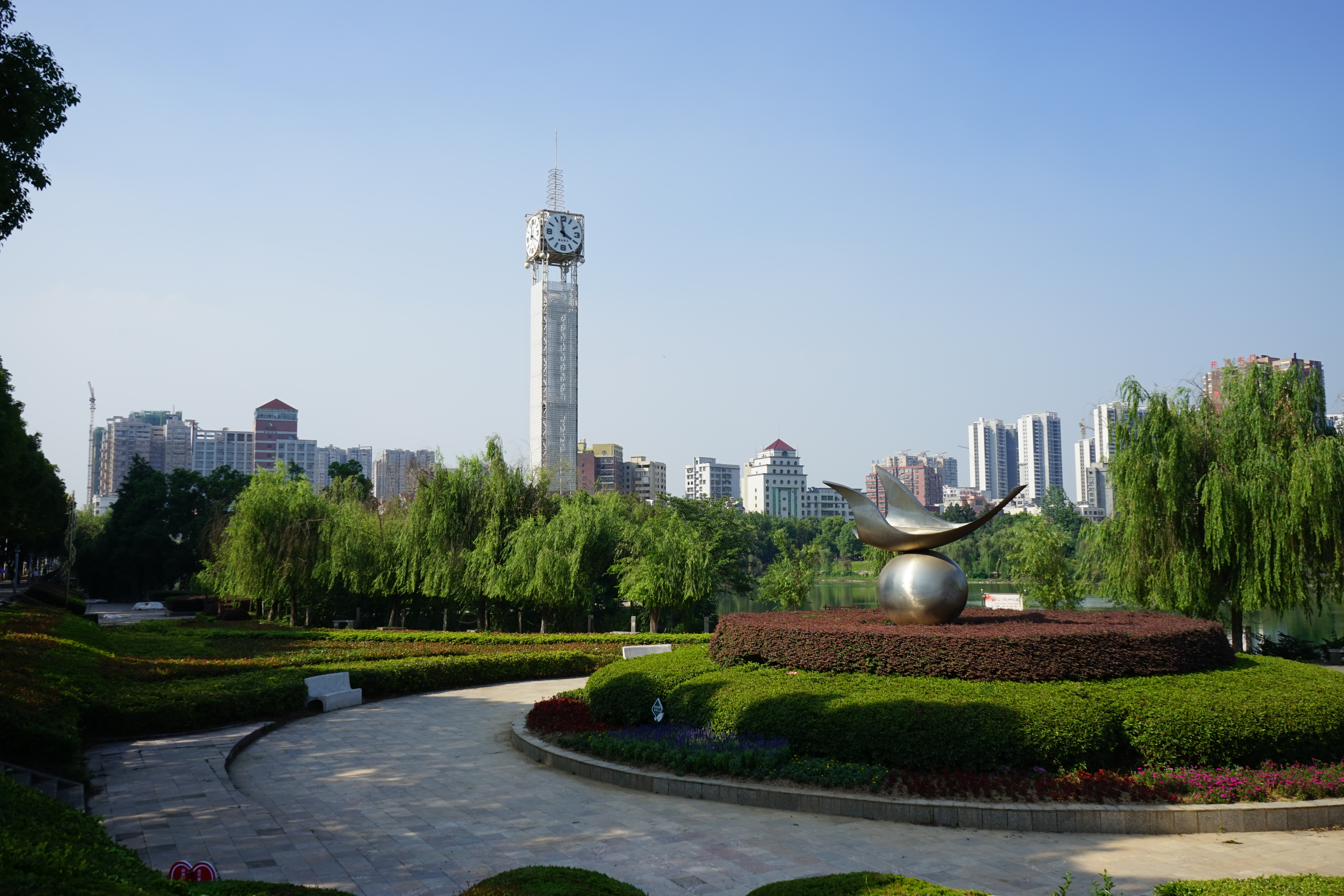

다예시(한국어: 대야시, 중국어: 大冶市, 병음: Dàyě Shì)는 중화인민공화국 후베이성 황스 시의 현급 행정구역이다. 넓이는 1566km2이고, 인구는 2007년 기준으로 920,000명이다.

## 지리
대개의 현급시의 경우처럼 다예는 도시의 핵심부와 모든 방향으로 다지푸(大箕铺)와 같은 상당한 넓이의 전원 지역을 포함한다. 다예 도심 남쪽의 다예 호는 공원과 낚시터로 둘러싸여있고 휴양을 위한 인기있는 장소이다.
다예는 성의 도시 지역과 농촌 지역의 경계이다. 다예는 우한-어저우-황스 도시권의 고도로 산업화된 지역의 남동쪽 경계에 위치하고 남쪽으로는 양신 현과 같은 전원 지역이 나타난다.
도시는 106번 국도(이 지역에서 316번 국도와 일치한다)와 철도에 의해 연결된다. 여행자들은 316번 국도를 타고 우한에서 남동쪽으로 향한다.

## 기후
| Daye (1981−2010)의 기후                        | Daye (1981−2010)의 기후 | Daye (1981−2010)의 기후 | Daye (1981−2010)의 기후 | Daye (1981−2010)의 기후 | Daye (1981−2010)의 기후 | Daye (1981−2010)의 기후 | Daye (1981−2010)의 기후 | Daye (1981−2010)의 기후 | Daye (1981−2010)의 기후 | Daye (1981−2010)의 기후 | Daye (1981−2010)의 기후 | Daye (1981−2010)의 기후 | Daye (1981−2010)의 기후 |
| 월                                             | 1월                     | 2월                     | 3월                     | 4월                     | 5월                     | 6월                     | 7월                     | 8월                     | 9월                     | 10월                    | 11월                    | 12월                    | 연간                    |
| ---------------------------------------------- | ----------------------- | ----------------------- | ----------------------- | ----------------------- | ----------------------- | ----------------------- | ----------------------- | ----------------------- | ----------------------- | ----------------------- | ----------------------- | ----------------------- | ----------------------- |
| 역대 최고 기온 °C (°F)                         | 20.5 (68.9)             | 29.9 (85.8)             | 32.7 (90.9)             | 35.0 (95.0)             | 37.3 (99.1)             | 38.2 (100.8)            | 40.5 (104.9)            | 40.6 (105.1)            | 38.9 (102.0)            | 34.3 (93.7)             | 29.6 (85.3)             | 22.8 (73.0)             | 40.6 (105.1)            |
| 일평균 최고 기온 °C (°F)                       | 8.0 (46.4)              | 10.6 (51.1)             | 14.9 (58.8)             | 21.7 (71.1)             | 26.9 (80.4)             | 29.8 (85.6)             | 33.4 (92.1)             | 32.7 (90.9)             | 28.5 (83.3)             | 23.0 (73.4)             | 16.9 (62.4)             | 10.9 (51.6)             | 21.4 (70.6)             |
| 일일 평균 기온 °C (°F)                         | 4.7 (40.5)              | 7.1 (44.8)              | 11.1 (52.0)             | 17.5 (63.5)             | 22.7 (72.9)             | 26.0 (78.8)             | 29.4 (84.9)             | 28.7 (83.7)             | 24.5 (76.1)             | 18.9 (66.0)             | 12.7 (54.9)             | 7.1 (44.8)              | 17.5 (63.6)             |
| 일평균 최저 기온 °C (°F)                       | 2.2 (36.0)              | 4.4 (39.9)              | 8.1 (46.6)              | 14.1 (57.4)             | 19.1 (66.4)             | 22.8 (73.0)             | 26.2 (79.2)             | 25.5 (77.9)             | 21.4 (70.5)             | 15.7 (60.3)             | 9.6 (49.3)              | 4.1 (39.4)              | 14.4 (58.0)             |
| 역대 최저 기온 °C (°F)                         | −5.7 (21.7)             | −5.9 (21.4)             | −0.9 (30.4)             | 4.2 (39.6)              | 10.1 (50.2)             | 13.6 (56.5)             | 18.7 (65.7)             | 17.6 (63.7)             | 13.2 (55.8)             | 4.4 (39.9)              | −1.8 (28.8)             | −7.5 (18.5)             | −7.5 (18.5)             |
| 평균 강수량 mm (인치)                          | 64.7 (2.55)             | 79.8 (3.14)             | 121.2 (4.77)            | 163.7 (6.44)            | 175.8 (6.92)            | 235.9 (9.29)            | 229.3 (9.03)            | 140.7 (5.54)            | 92.4 (3.64)             | 84.8 (3.34)             | 67.2 (2.65)             | 39.6 (1.56)             | 1,495.1 (58.87)         |
| 평균 상대 습도 (%)                             | 76                      | 75                      | 76                      | 76                      | 74                      | 77                      | 75                      | 76                      | 75                      | 74                      | 73                      | 72                      | 75                      |
| 출처: China Meteorological Data Service Center |                         |                         |                         |                         |                         |                         |                         |                         |                         |                         |                         |                         |                         |

## 역사
다예 현은 오늘날의 황스 시를 포함해 2차 세계대전 때까지 몇 세기 동안 존재했다. 이것은 1949년 이전에 다예의 위치를 언급하는 것은 사실상 오늘날의 황스 시역을 언급하는 것임을 의미한다.
다예 현은 1962년 6월 1일에 황스 시의 일부로 오늘날보다 오히려 작은 규모로 재설치되었다. 1994년 2월 18일에 다예는 현급시로 바뀌었고 여전히 황스 시의 일부로 남아있다.

## 행정 구역
4개 가도, 10개 진, 1개 향을 관할한다.
- 가도: 东岳路街道, 金湖街道, 罗家桥街道, 金山街道.
- 진: 金牛镇, 保安镇, 灵乡镇, 金山店镇, 还地桥镇, 殷祖镇, 汪仁镇, 刘仁八镇, 陈贵镇, 大箕铺镇.
- 향: 名山乡.